# Мартин (Нашице)
Мартин је насељено место у саставу града Нашица у Осјечко-барањској жупанији, Република Хрватска.

## Историја
До територијалне реорганизације у Хрватској налазио се у саставу старе општине Нашице.

## Становништво
На попису становништва 2011. године, Мартин је имао 1.077 становника.

## Попис1991.
На попису становништва 1991. године, насељено место Мартин је имало 1.129 становника, следећег националног састава:
| Попис 1991.‍   | Попис 1991.‍  | Попис 1991.‍ | Попис 1991.‍ | Попис 1991.‍ |
| ------------- | ------------ | ----------- | ----------- | ----------- |
|               |              |             |             |             |
| Хрвати        | Хрвати       |             | 1.000       | 88,57%      |
| Срби          | Срби         |             | 26          | 2,30%       |
| Југословени   | Југословени  |             | 16          | 1,41%       |
| Словенци      | Словенци     |             | 2           | 0,17%       |
| Македонци     | Македонци    |             | 1           | 0,08%       |
| Словаци       | Словаци      |             | 1           | 0,08%       |
| Украјинци     | Украјинци    |             | 1           | 0,08%       |
| неопредељени  | неопредељени |             | 4           | 0,35%       |
| регион. опр.  | регион. опр. |             | 2           | 0,17%       |
| непознато     | непознато    |             | 76          | 6,73%       |
| укупно: 1.129 |              |             |             |             |